# Turbanella varians
Turbanella varians är en djurart som tillhör fylumet bukhårsdjur, och som beskrevs av Bassett Maguire 1976. Turbanella varians ingår i släktet Turbanella och familjen Turbanellidae. Inga underarter finns listade i Catalogue of Life.